# Spider-Man: Friend or Foe
Spider-Man: Friend or Foe is een computerspel over het personage Spider-Man. Het spel werd uitgebracht door Activision op 2 november 2007 voor Microsoft Windows, Nintendo DS, PlayStation 2, PlayStation Portable, Wii en Xbox 360.
Dit spel verschilt aanzienlijk van de Spider-Manspellen ervoor. Het spel is geïnspireerd op Spider-Man, 2 en 3. Veel van de gevechten uit de films zijn in het spel op humoristische wijze vertaald. De speler werkt in het spel samen met veel helden uit het Marvel Comics-universum om de slechteriken te verslaan en bondgenoten van hen te maken.
Het spel bevat een co-op-modus, waarin de speler, als Spider-Man of een hulpje, moet vechten op plekken over de hele wereld, waaronder Tokio, Egypte en Nepal.
Op 1 januari 2014 werd het spel samen met de meeste spellen van Activision die onder de Marvel-licentie waren uitgebracht, offline gehaald bij alle digitale distributiekanalen.

## Verhaal
het spel begint met Spider-Man die wordt aangevallen door enkele van zijn vijanden, namelijk Green Goblin, Dr. Octopus, Sandman en Venom. Spider-Man krijgt hulp van New Goblin om zijn vijanden te verslaan. Alle zes hebben ze het gevoel dat ze aangevallen gaan worden door een grote groep vijanden, en een voor een verdwijnen de slechteriken. Ondertussen wordt Spider-Man gered door Nick Fury van S.H.I.E.L.D.. Nick vertelt hem dat de meteoor die de Symbioten naar de aarde bracht in de atmosfeer uiteen is gevallen en dat er vijf brokstukken op de aarde terecht zijn gekomen.
Spider-Man wordt eropuit gestuurd om de brokstukken te verzamelen. Al snel komt hij erachter dat de slechteriken die hem eerder aanvielen en Rhino en Scorpion allemaal gehersenspoeld zijn door een mysterieuze vijand.
Dezelfde slechterik maakt ook een leger van holografische en symbiote soldaten genaamd de P.H.A.N.T.O.M.'s. Wanneer Spider-Man een voor een de gehersenspoelde slechteriken verslaat, beloven ze hem om hem te helpen met het verslaan van de mysterieuze vijand. Tijdens het spel krijgt Spider-Man, als toevoeging op de eerder genoemde slechteriken, ook nog Black Cat, Iron Fist, Silver Sable, Prowler, Lizard en Blade als bondgenoten.
Later blijkt dat de mysterieuze hersenspoeler Mysterio is. Mysterio wil zijn leger gebruiken om de wereld over te nemen en gebruikt daarvoor de brokstukken van de meteoor om ze sterker te maken. Voor het laatste gevecht besluit Spider-Man om zijn zwarte pak aan te doen. Spider-Man verslaat Mysterio en geeft de brokstukken aan Nick Fury, die ze vervolgens wil bestuderen en onderzoeken. Hij noemt het project "Project Carnage".
Ook al komt ze niet voor in het spel, Madame Web wordt wel genoemd wanneer de computer zegt dat ze is gearriveerd voor de afspraak met Nick Fury om vier uur. Electro komt alleen in de PlayStation Portable-versie van het spel voor.